# The Battle of Shiloh
The Battle of Shiloh è un film muto del 1913 diretto da Joseph W. Smiley (con il nome Joseph Smiley).
Durante la guerra di secessione, la Battaglia di Shiloh (conosciuta anche come Battaglia di Pittsburg Landing) fu uno dei momenti di maggiore importanza della guerra che vedeva contrapposti confederati a unionisti. Combattuta tra il 6 e il 7 aprile 1862, vide l'attacco dei confederati contro l'esercito comandato da Ulysses S. Grant che era sul punto di invadere il Tennessee. La resistenza opposta dai nordisti vanificò la strategia dell'attacco. Sempre nel 1913, era uscito nelle sale nel luglio At Shiloh, un cortometraggio che ricordava quel momento della storia americana.

## Trama
Allo scoppio della guerra di Secessione, le famiglie sono sconvolte anche a causa delle scelte personali che dividono padri da figli, fratelli da fratelli. A casa Winston, Tom parte per unirsi alle armate nordiste, mentre sua sorella Ellen abbraccia la causa del sud. Dai Carey, avviene l'opposto: Frank si arruola nell'esercito confederato contro la volontà di sua sorella Ethel.
In visita da Ellen che, nel frattempo è diventata una spia sudista, Tom la sorprende a lasciare un messaggio per Frank. Tom prende la lettera, mettendola nella sua tasca. Poi lascia scappare Frank. Durante la battaglia di Shiloh, però, benché Tom si comporti eroicamente, viene condannato a morte perché lo si crede una spia quando gli si trova in tasca il messaggio incriminato. Viene salvato dall'intervento di Frank che confessa che la spia è lui. Arrestato, riesce però a fuggire. Ma per poco. Ritornato a casa, viene preso dai nordisti mentre Tom, che aveva fatto lo stesso, è catturato dai confederati. Le due sorelle risolvono il problema: scambiano i due prigionieri e se li portano via. Ellen con Frank verso il Sud, Ethel con Tom verso in Nord.

## Produzione
Il film fu prodotto dalla Lubin Manufacturing Company.

## Distribuzione
Distribuito dalla General Film Company, il film uscì nelle sale cinematografiche USA il 15 dicembre 1913.